# Osteocephalus carri
Osteocephalus carri är en groddjursart som först beskrevs av Cochran och Coleman J. Goin 1970.  Osteocephalus carri ingår i släktet Osteocephalus och familjen lövgrodor. Inga underarter finns listade i Catalogue of Life.